# Saint-Genis-de-Saintonge
Saint-Genis-de-Saintonge település Franciaországban, Charente-Maritime megyében. Lakosainak száma 1252 fő (2022. január 1.). Saint-Genis-de-Saintonge Bois, Clion, Mosnac, Plassac, Saint-Palais-de-Phiolin és Saint-Sigismond-de-Clermont községekkel határos.

## Népesség
A település népessége az elmúlt években az alábbi módon változott:
| Lakosok száma | 852  | 906  | 956  | 1185 | 1241 | 1240 | 1244 | 1250 | 1241 | 1252 |
|               | 1968 | 1982 | 1990 | 2006 | 2013 | 2015 | 2017 | 2019 | 2020 | 2022 |